# Carnegie Hall

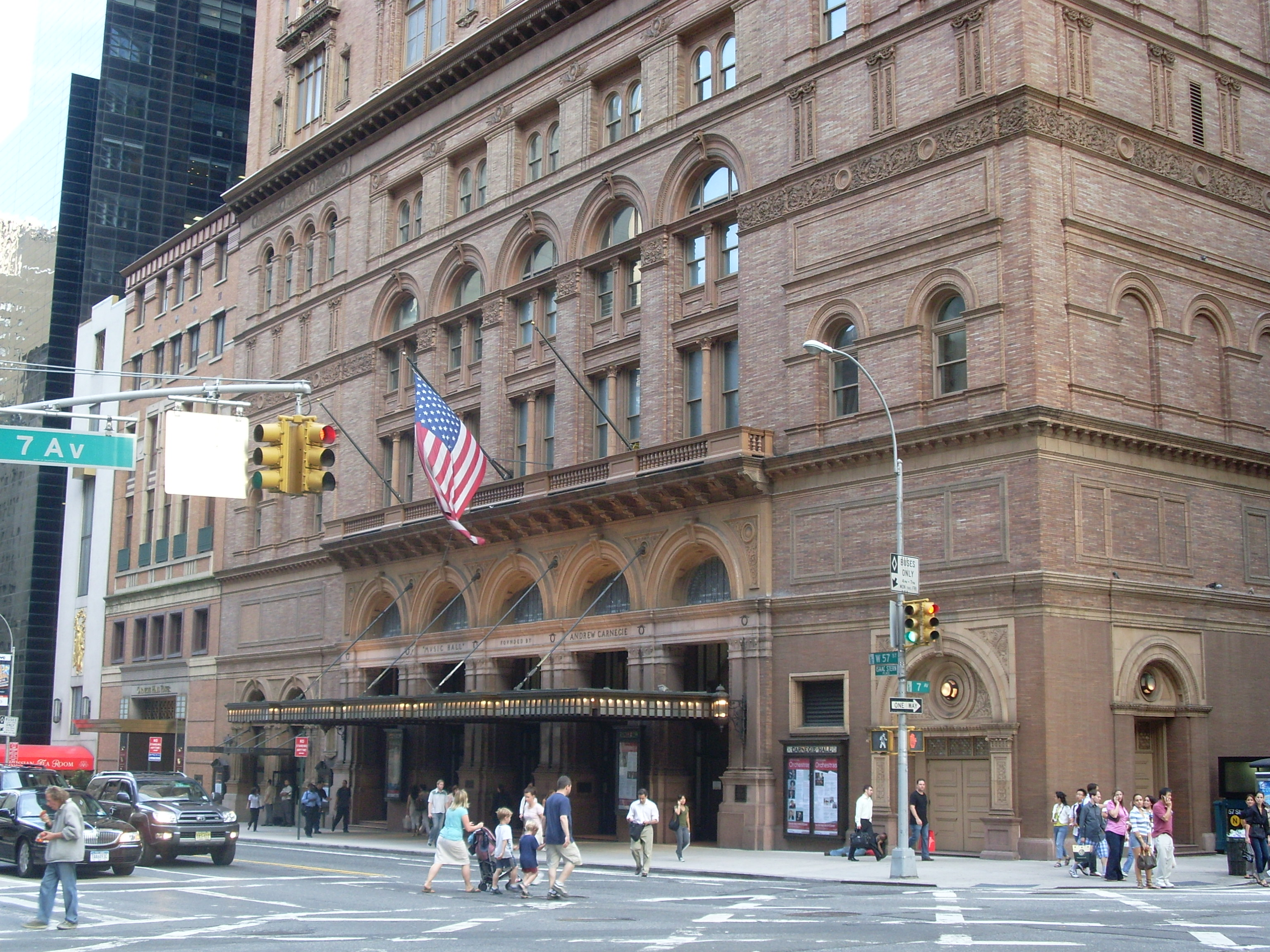
Haupteingang der Carnegie Hall

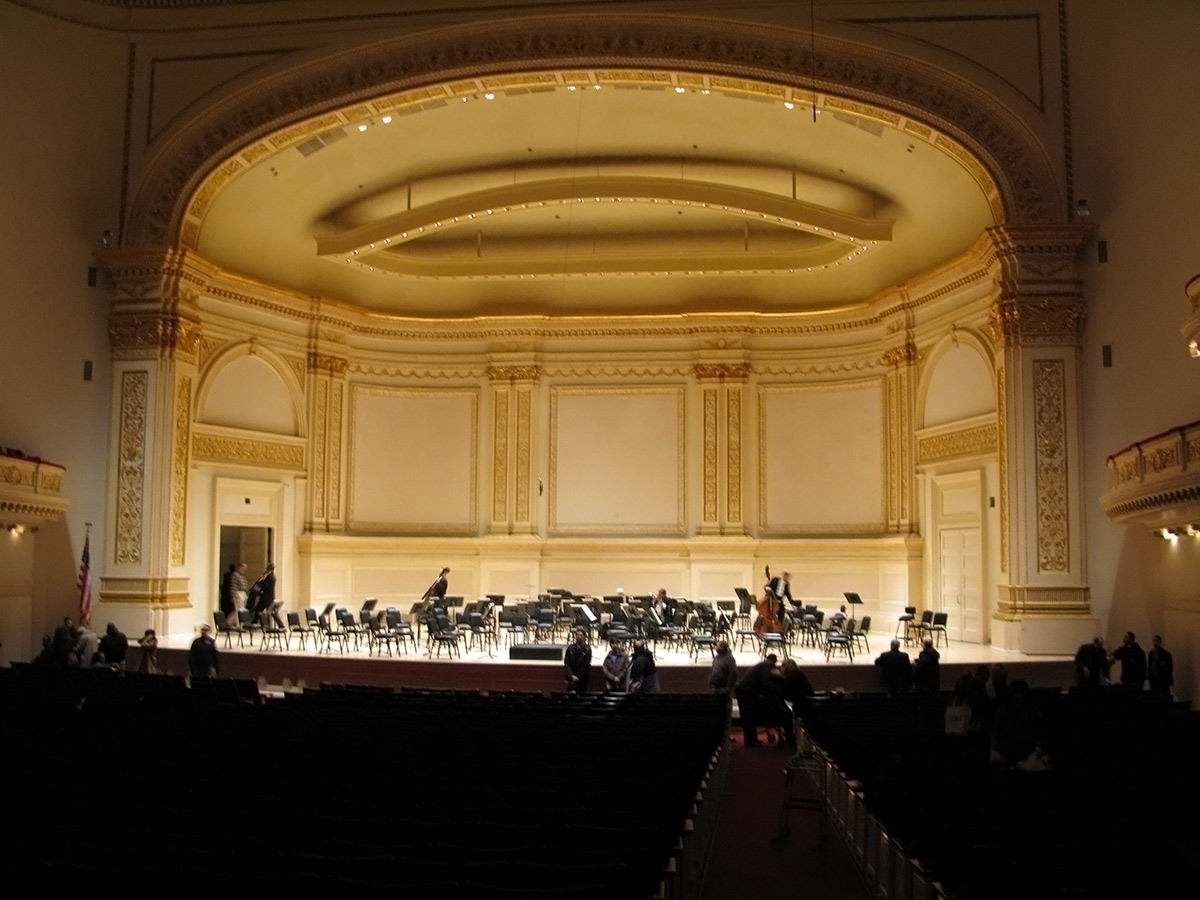
Blick zur Bühne

Die Carnegie Hall [ˌkɑrnəɡi ˈhɔl] ist ein Konzerthaus in Midtown Manhattan in New York City und befindet sich an der Ecke 57th Street und 7th Avenue. Sie ist einer der bekanntesten Veranstaltungsorte sowohl für klassische wie auch für Jazz- und Pop-Konzerte in den Vereinigten Staaten.

## Geschichte
Das Gebäude trägt den Namen von Andrew Carnegie  († 1919), der den Bau finanzierte. William Burnet Tuthill entwarf das Konzerthaus als Ziegelsteinbau im italienischen Renaissance-Stil. Die Bauarbeiten begannen 1890, die erste Nutzung erfolgte im April 1891. Die offizielle Eröffnung fand am 5. Mai 1891 statt. Der russische Komponist Pjotr Iljitsch Tschaikowski dirigierte fünf Abende lang persönlich seine Werke. Für zwei Dollar Eintritt konnte man bei dieser Premiere einen Weltstar erleben, das günstigste Ticket auf den Rängen kostete nur 45 Cent. Die Fertigstellung erfolgte jedoch erst 1897. 
Die Carnegie Hall besaß ursprünglich drei Konzertsäle: die Main Hall („Großer Saal“), die Recital Hall („Kleiner Saal“) und die Chamber Music Hall („Kammermusiksaal“).
Der große Saal heißt seit der Renovierung 1986 „Isaac Stern Auditorium“. Er bietet Sitzplätze für 2.800 Zuschauer auf fünf Ebenen. Seine Akustik ist berühmt; er gilt als einer der besten Konzertsäle der Welt. Der Kammermusiksaal im dritten Stock der Carnegie Hall (270 Sitzplätze) trägt seit 1986 den Namen „Joan and Sanford L. Weill Recital Hall“. Der kleine Saal im Untergeschoss wurde 1898 an die AADA (American Academy of Dramatic Arts) vermietet und nach 1960 zu einem Kino umgebaut. Seit 1997 entstand hier ein moderner Mehrzwecksaal mit 600 Sitzplätzen, die 2003 eröffnete „Judy and Arthur Zankel Hall“. Ebenfalls in der Carnegie Hall finden sich das Rose Museum (ab 1991) und das Carnegie Hall Archive.
Das Gebäude war im Besitz der Carnegie-Familie, bis Carnegies Witwe es 1924 an den Grundstücksmakler Robert E. Simon verkaufte. Der Betrieb des Hauses war defizitär; der Besitzer bot es den New Yorker Philharmonikern zum Kauf an. Diese lehnten ab, waren sie doch 1960 bereits dabei, ins Lincoln Center umzuziehen. So entstanden Pläne, das Gebäude abzureißen und an seiner Stelle ein 44-stöckiges Geschäftsgebäude zu errichten. Unter dem Druck einer vom Geiger Isaac Stern (1920–2001) geführten Initiative fiel eine juristische Entscheidung, die der Stadt New York ermöglichte, die Halle 1960 für fünf Millionen Dollar zu kaufen und an eine gemeinnützige Organisation zu verpachten. Im Dezember 1962 wurde die Carnegie Hall zu einem National Historic Landmark erklärt. Das Konzerthaus war Veranstaltungsort der Dimitri Mitropoulos International Music Competition.
Das Gebäude wurde von 1983 bis 1995 aufwendig renoviert.
Trotz des Denkmalstatus der Carnegie Hall wurden die Pläne für ein Geschäftsgebäude nicht völlig aufgegeben: 1988–1991 wurde ein 60-stöckiger Büroturm, genannt Carnegie Hall Tower, direkt neben der Carnegie Hall im selben Block an der Billionaires’ Row erbaut. Mit diesem erhielt die Carnegie Hall 2300 m² zusätzliche Fläche für Büros und technische Einrichtungen, darunter ihren ersten Lastenaufzug, der unter anderen den Transport von Klavieren erleichterte.